# Semidonta albilinea
Semidonta albilinea är en fjärilsart som beskrevs av Okano 1955. Semidonta albilinea ingår i släktet Semidonta och familjen tandspinnare. Inga underarter finns listade i Catalogue of Life.